# Sanmao (escritora)
Sanmao (en chino, 三毛; pinyin, sān máo) (Chongqing, 26 de marzo de 1943-Taipéi, 4 de enero de 1991) fue el seudónimo, utilizado por la escritora taiwanesa Chen Ping, también conocida fuera de China como Echo Chen. Escribió más de veinte libros, muchos de ellos de carácter autobiográfico. Fue autora de letras de canciones y de un guion cinematográfico. Además, fue la responsable de la traducción de Mafalda al idioma chino.

## Biografía
Chen Ping nació 26 de marzo de 1943 en Chongqing, en la provincia de Sichuan. Era una hija de Chen Yiqing, un abogado de éxito, y de Miao Jinlan, siendo la segunda hija del matrimonio tras su hermana Chen Tianxin y seguida de dos hermanos menores, Chen Sheng y Chen Jie.
Después de la victoria de la Guerra de Resistencia contra Japón, sus padres se mudaron a Nanjing, y posteriormente a Taipéi debido a la derrota del Kuomintang chino frente al Partido Comunista de China. Allí se matriculó en la Escuela Primaria Nacional Chung Cheng en Taipéi, y fue admitida en la Escuela Secundaria de Niñas de la Provincia de Taiwán en 1954. Es aquí donde se acerca el ámbito de la literatura y comienza a leer revistas literarias como Penhui y Literatura moderna, y a conocer la obra de autores como  Portler, Emile Zola, Albert Camus y Chen Yingzhen. 
Una de sus profesoras, Gu Fusheng envió en diciembre de 1962 un artículo de Chen Ping al editor en jefe de Literatura Moderna, Bai Xianyong, lo que supuso un hito en su vida posterior como escritora. El artículo, que llevaba por título Confusión, fue publicado en el decimoquinto número de la revista Literatura Moderna editada por Bai Xianyong, lo que animó enormemente a Chen Ping a continuar escribiendo. Bai Xianyong recordó que The Bewilderment era una historia de fantasmas y fantasmas muy extraña, con una sensibilidad inusual en todas partes. La novela menciona Retrato de Jennie, película norteamericana que se mostraba en Taipéi. 
Chen Ping comenzó a enviar artículos en periódicos y revistas. En 1963, publicó The Crown Magazine Vol. Río de la luna.g. de los Tres Fragmentos de Hu donde escribe "me gusta perseguir fantasmas y crear belleza trágica. Cuando los fantasmas se vuelven reales, empiezo a escapar".
Inició la carrera de Filosofía en la Universidad de Cultura China en Taiwán. En 1967, viajó a España con el objeto de estudiar el idioma. Posteriormente, ingresó a la Facultad de Artes y Filosofía de la Universidad de Madrid. Allí conoció al que iba a ser su compañero sentimental, José María Quero que, por entonces, era un estudiante de Secundaria.
En esta época viajó a Alemania donde estudió en la Escuela Alemana de Lengua y Literatura Alemanas. En nueve meses, obtuvo una calificación para enseñar alemán y comenzó a estudiar cerámica. Posteriormente, viajó a Estados Unidos, donde estudió en la Universidad de Illinois en Chicago. Durante este período, viajó por diversos países como Alemania Oriental, Polonia, Yugoslavia, República Checa y Dinamarca.
Regresó a China en 1971, donde comenzó a enseñar en el Departamento de Alemán y Filosofía del Instituto Cultural Chino, así como a trabajar en escuelas especiales para trabajadores políticos y profesionales. En 1972, regresó a España donde inició una relación con el español José María Quero, ocho años más joven que ella, que por entonces ya había completado el servicio militar y tenía licencia como submarinista profesional. Contrajeron matrimonio en 1974 en El Aaiún, en el Sahara español.
Nombre
Aunque su nombre era Chen Mao-ping (陳懋平),  siendo joven comenzó a omitir la grafía "懋" (fonético: ㄇㄠˋ, pinyin: mào), por lo que quedó como Chen Ping (陳平). El nombre que se dio a sí misma en inglés fue Echo, una firma comúnmente utilizada en sus primeras letras y pinturas. Según su trabajo La temporada de lluvias nunca llega, Echo era el nombre en inglés de su maestro de arte Gu Fusheng. 
Sanmao, que significa 'tres pelos', fue un seudónimo tomado por la autora china de un personaje de cómic que representaba a un vagabundo huérfano. Este fue el seudónimo que comenzó a utilizar para firmar sus obras a partir de su estancia en el Sáhara occidental.

## Trayectoria
El 6 de octubre de 1974, su obra Hotel de China fue publicada en el Suplemento Diario Lianhe. En esta obra, que utiliza el desierto del Sahara como telón de fondo para describir un matrimonio exótico, resultó ser muy diferente al resto de artículos publicados en el citado suplemento, lo que atrajo a una gran cantidad de lectores. Desde entonces, sus obras fueron publicadas de forma regular en el United Daily Supplement, y posteriormente se reunieron en la publicación de varios tomos como The Story of the Sahara, The Scarecrow y The Crying Camel, serie de libros que obtuvo una buena acogida por los lectores de la comunidad china en todo el mundo.
En noviembre de 1975, Marruecos organizó la denominada Marcha verde y en febrero de 1976, España se retiró del Sáhara Occidental. Sanmao y José finalmente abandonaron el Sáhara Occidental y se fueron a vivir a las Islas Canarias. Allí residieron en el barrio del Playa del Hombre, de la ciudad de Telde en Gran Canaria, y en Puerto de la Cruz, en Tenerife, donde siguió escribiendo y publicando en chino. Sus experiencias vitales fueron recogidas en sus diarios, Diario del Sáhara, Diario de las Canarias y Diarios de ninguna parte. Su primer libro publicado, Cuentos del Sáhara, gozó de gran éxito entre los lectores chinos.
El 30 de septiembre de 1979, durante la visita de los padres de Sanmao a la isla de La Palma, para conocer a la pareja de su hija, José María Quero falleció mientras practicaba pesca submarina en la playa de La Fajana, en el municipio de Barlovento, en el norte de la isla de La Palma. El Cabildo insular de La Palma erigió en 2014 un mirador literario en esta zona en homenaje a la escritora china. Los restos de José María Quero (1951-1979) se encuentran en el cementerio de Santa Cruz de La Palma, que se ha convertido en un lugar de culto para las personas admiradoras de Sanmao.
Tras el suceso, San Mao regresó a Taiwán para vivir temporalmente con sus padres. En noviembre de 1981, viajó a Centroamérica y Sudamérica por encargo de los editores taiwaneses. Estas experiencias se registraron en escritos posteriores. De 1981 a 1984, dio conferencias en la Universidad de Cultura China, en Taiwán, decidiendo dedicarse por completo a la escritura. Residió por temporadas en el continente americano, aunque regresaba de forma esporádica a la vivienda que mantenía en Gran Canaria.
El 4 de enero de 1991, la escritora ingresó por una hiperplasia endometrial en el Hospital de Veteranos de Taipéi. Ante la imposibilidad de conciliar el sueño sin tomar pastillas, aumentó las dosis de las pastillas constantemente. Finalmente, se suicidó a los 47 años de edad, aunque su familia siempre negó el suicidio.
Desde 1976 hasta el momento de su muerte en 1991, la escritora taiwanesa publicó más de 20 libros y tradujo el cómic Mafalda, obra del humorista gráfico argentino Quino, del español al chino.

## Sanmao y el Sáhara
A principios de la década de 1970, Sanmao vio un artículo sobre el desierto del Sáhara en la revista National Geographic y le dijo a sus amigos que quería viajar allí y cruzarlo. En 1976 publicó la autobiográfica Las historias del Sáhara, que se basaba en sus experiencias viviendo en el Sáhara junto con José María Quero. El libro era su relato de la vida y el amor en el desierto que definió a Sanmao como una escritora autobiográfica con una voz y perspectiva únicas. El libro obtuvo bastante éxito en Taiwán, Hong Kong y China, donde sus primeros escritos fueron recogidos en un libro, publicado bajo el título La temporada de lluvias nunca vuelve. Mientras, la autora continuó escribiendo y sus experiencias en el Sáhara y las Islas Canarias fueron publicadas en varios libros más.
Los libros de Sanmao tratan principalmente de sus propias experiencias estudiando y viviendo en el extranjero. Fueron muy bien recibidos no solo en Taiwán, sino también en China, donde hoy continúan siendo lecturas populares. 
"Miré a mi alrededor la arena sin límites a través de la cual el viento lamentó, el cielo en lo alto, el paisaje majestuoso y tranquilo", escribió en la colección de ensayos semanal "Las Historias del Sáhara", a su llegada por vez primera al aeropuerto del Aaiún. "Fue tenebroso", continuó, "el sol poniente manchaba el desierto el rojo de la sangre fresca, una belleza dolorosa. La temperatura se sentía como principios del invierno. Esperaba un sol abrasador, pero en su lugar encontré una franja de desolación poética".
Fue una de las muchas experiencias que trasladó a sus libros de ensayos y poesía cuya influencia perduraría entre las generaciones de mujeres jóvenes en Taiwán y China que veían en su prosa a una joven segura de sí misma que realizaba excursiones intrépidas y gloriosas transgresiones de las normas sociales conservadoras.
"Aunque omnipresente en la era contemporánea de las redes sociales y el feminismo comercializado, el descarado autoaprendizaje de Sanmao y su posición de empoderamiento de gung-ho se adelantó a su tiempo", escribió Sharlene Teo, novelista singapurense que reside en Gran Bretaña, en el introducción de la edición en inglés de Las Historias del Sáhara. "Al mismo tiempo, escribió Teo, su altísima confianza en sí misma con frecuencia se ven socavadas por descripciones de su aislamiento, melancolía y cansancio mundial".
Los ensayos, que se publicaron originalmente al mismo tiempo en un periódico taiwanés, realizaban un retrato de los saharauis nativos, un pueblo nómada que ha vivido en el desierto durante generaciones. El pueblo saharaui luchó con resistencia armada de décadas contra los países: España hasta mediados de la década de 1970 y luego Marruecos que administraba el Sáhara Occidental, un territorio que se extiende desde Argelia y Mauritania en el este hasta la costa atlántica en el oeste.
Sanmao conoció de cerca las comunidades saharauis, y a veces ejerció un ojo crítico hacia algunas de sus costumbres, como por ejemplo, la ceremonia de boda tradicional en la que el objetivo era tomar violentamente la virginidad de una joven novia. "Que la ceremonia tuviera que concluir de tal manera era deplorable y ridícula", escribió en un ensayo llamado Child Bride. "Me levanté y salí sin despedirme de nadie".

## Estilo literario
Las obras de Sanmao se consideran realistas y emocionales, con una apariencia original de la vida y la sabiduría. Su infancia con claroscuros y un complicado período de juventud e inicio de la vida adulta, hizo de la tristeza una nota clave de su escritura. Esta sensibilidad al dolor se mantuvo en el personaje de Sanmao y ha tenido un significativo impacto en su obra posterior. 
Partiendo de la realidad de la vida, Sanmao mostró el carácter contradictorio y unificado de los personajes en diversos aspectos. Sus obras, ya sea en prosa o poesía, contiene la belleza femenina y la delicadeza.
Su prosa, que oscila entre las memorias y la ficción, tiene una elegancia lacónica que se hace eco de los poetas Beat. "Estableció un lugar diferente y exótico, un castillo en la arena, para que los lectores disfrutaran", afirmó la profesora de literatura en la Universidad China de Hong Kong, Carole Ho. "En un momento en que los placeres materialistas eran bastante limitados en Taiwán, anhelaba algo diferente, y mostraba a las niñas más jóvenes que estaba bien para ser única".

## Comentarios sobre su obra y persona
- "Sanmao no es una mujer hermosa, con un cuerpo alto, el pelo largo, con un libro y un bolígrafo vagando por la imagen del mundo, jóvenes fuertes y solitarios tres pelos por el encanto de los jóvenes en el continente, cualquier forastero para hacer cualquier imaginación para evaluar no es excesivo. Durante muchos años, en todas partes la gente habla de Sanmao, soy un lector de los cuales. El arte existe por conquista, envidio a Sanmao, esta verdadera escritora". (Revisión del escritor Jia Ping´ao)
- "Algunas palabras que habrían tenido hermoso significado, por utilizarlos indiscriminadamente, se convertirán en vulgar. Los chicos talentosos y las chicas talentosas que caminan por las calles son un ejemplo, en pantalla las mujeres extrañas aparecen con frecuencia es también un ejemplo. No quería añadir este tipo de título cursi a Sanmao, pero no pienses en nada más adecuado para describir, todavía se la llama una mujer extraña. El significado positivo de "extraño" debe ser "único", según la interpretación de Cihai, es decir, los de mente alta, se negaron a seguir el flujo" (Revisión del escritor Liang Yusheng )
- "Mucha gente critica a Sanmao, piensa que ella sólo estaba en su propio sueño de pequeño mundo, no de acuerdo. Básicamente, la creación literaria es la expresión más alta de la sublimación espiritual de una persona, y puede sublimar tales emociones, lo que significa que tiene tal nivel, que creo que es mucho más alto espiritualmente que muchos escritores". (Revisión de la actora Hu Yinmeng )
- "La visión de Sanmao sobre la vida es diferente de la de la gente ordinaria, ella señaló que la vida tiene dos formas, de carne y de alma después de la muerte. Ella misma escogió sensatamente seguir la segunda etapa de la vida, y debemos respetar su elección, no estemos demasiado tristes. Sanmao decidió suicidarse, debe haber su razón". (Revisión del escritor Ni Kuang)

## Guion cinematográfico
En 1990 se estrenó la película Red Dust, una película dramática taiwanesa dirigida por Ho Yim, que narra la vida de una escritora de mentalidad independiente durante la ocupación japonesa que se enamora de un hombre que colabora con los japoneses. El guion era obra de Sanmao. La película fue nominada a doce premios en el Golden Horse Awards ganando ocho, entre ellos, el mejor largometraje, el mejor director, la mejor actriz, etc.. San Mao compitió por el premio al mejor guion sin éxito.

## Reconocimientos
Su poema más famoso, El olivo de los sueños, ha sido objeto de múltiples canciones. En 2013 el grupo español de hard rock Local 9 compuso una canción basándose en la vida de Sanmao y su relación con el español José María Quero, titulada "Sólo puedo anidar en ti".
En septiembre de 2016, se estrenó en las Islas Canarias el primer documental sobre la vida de la escritora bajo el título San Mao, la vida es el viaje, de la cineasta canaria María Jesús Alvarado, conocida como Susi Alvarado, que fue proyectada en diciembre de ese mismo año en China y Taiwán.
En 2018, el Cabildo insular de La Palma impulsó una ruta turística que evoca la presencia de la escritora en la isla junto a su esposo.
En 2019, Sanmao fue reconocida en el New York Times Overlooked póstuary obituary feature por su libro Las Historias del Sáhara. Su trabajo fue elogiado por su persistencia a lo largo de varias generaciones, inspirando a la juventud taiwanesa y china que anhelan la independencia de las normas culturales conservadoras.
El 8 de marzo de 2019, la frase de Sanmao "Uno tiene que tener al menos un sueño, así que hay una razón para ser fuerte" apareció en el Google Doodle con temática del Día Internacional de la Mujer. El 26 de marzo del mismo año, la página de inicio de Google emplazó un garabato conmemorativo con motivo del 76 cumpleaños de la escritora china. 
En octubre de 2020, se estrenó la película Sanmao: la novia del desierto, dirigida por Marta Arribas y Ana Pérez de la Fuente.

## Obra

### Obra temprana
- 1962 - Confusión, en Literatura Moderna, diciembre de 1962
- 1963 -Moon River en Crown Volumen 19, Número 6, 1963
- 1966- Ave del paraíso en Credit News 26 de enero de 1966
- 1966 - La temporada de lluvias nunca vuelve, septiembre de 1966. Número 16
- 1967- Autumn Love en Central Daily, enero de 1967
- 1967- A Monday Morning en Número 22 de marzo de 1967
- 1967- Anthony My Anthony en junio de 1967, Lion Lion Art, Número 4

### Libros (en español)
- 2016- Diarios del Sáhara, Editorial Rata, ISBN: 978-84-944891-7-4
- 2017 - Diario de las Canarias, Editorial Rata, ISBN: 978-84-16738-09-0
- 2019 - Diarios a ninguna parte, Editorial Rata, ISBN: 978-84-16738-07-6

### Prosa
- 1976- La historia de Sáhara, Taipéi, Crown magazine
- 1976- La temporada de lluvias nunca llega, Taipéi, Crown magazine
- 1977- Notas de espantapájaros, Taipéi, Corona,
- 1977- Camello Llorando, Taipéi, Corona.
- 1979- Gentle Night,  Taipéi, Crown magazine.
- 1981- Volver, Taipéi, Corona

- 1981- ¿Cuánto sabes en sueños? Taipéi,Crown magazine
- 1982- Miles de montañas al otro lado, Taipéi, United Press
- 1983- Give You A Horse,Taipéi, Crown magazine
- 1985- Allure, Taipéi, Crown magazine
- 1985- Talk, Taipéi: Crown magazine
- 1985- Caprice, Taipéi, Crown magazine
- 1987- My Baby,Taipéi, Crown magazine
- 1988- La risa en el aprendizaje, Taipéi, Crown magazine
- 1990- Rolling Red Dust, Taipéi,Crown.
- 1991- Estimado San Mao, Taipéi, Crown.
- 1993- My Happy Paradise, Primera edición, enero de 1993.
- 1994- Lirio de la meseta, Taipéi, Corona.
- 1994- My Soul Rides on Paper Back, primera edición enero de 2001

### Artículos
- Escrito para "Lágrimas y risas durante tres años" ("Dirt · Cow", Taipéi: Young Lion Cultural Enterprise, junio de 1985) .
- "¿Por qué me ganas?" (Lianhe Bao‧ Fun, 25 de mayo de 1988)
- "Reading and Love" ("Cuando tengo 20 años", Taipéi: Crown Publishing, agosto de 1988)
- "Happy" (editor en jefe de "Talking about Color", Taipéi: Hanyi Seyan Cultural Enterprise, abril de 1989)
- "Una carta a Chai Ling: cómo caminar por el camino errante" (Lianhe Bao · Suplemento Jiangsu, 7 de abril de 1990)

### Audiolibros
- 1987- San Mao Storytelling, primera edición de marzo de 1987
- 1987- Lluvia de meteoritos, Primera edición julio de 1987
- 1989- Reading the Earth, primera edición julio de 1989

### Traducción
- "Las muñecas miran el mundo (1)" (cómic) La primera edición de febrero de 1980 fue traducida del español
- "Las muñecas miran el mundo (II)" (cómic) La primera edición de febrero de 1980 fue traducida del español
- "Canción de la Isla Orquídea" Ding Songqing cura (P. Barry Martinson) original de principios de junio de 1982, traducido de la versión en inglés
- La historia de Qingquan P. Barry Martinson Traducción original de la primera edición de marzo de 1984
- "Luz instantánea" P. Barry Martinson Traducción original de la primera edición de enero de 1986

### Letras canciones
- Álbum: Echo San Mao Works No. 15
- "No decir adiós," Yi Qing ( Lee Tai-Hsiang ) Qu Li Jinling , Hong Qiao , Steven Liu , Xiao cuentas㛤 , Feng Fei-Fei , Tracy , Jiang Ling , de Ye Ai Ling , Zhao Wei , Lilian Lee , Chang Hui-mei , que han cantado.
- "A la luz del día Boulevard" Lee Tai-Hsiang canción Lee Tai-Hsiang, Chyi Yu , Cheng Sing
- "Olive" Li Taixiang canción YANG Zu junio PLAY, Chyi hizo famosa
- "Pista exterior" Li Taiming arreglista musical Vincent Tan Michelle Phan , Chyi Sing Sanmao VO
- "Misión" Weng Xiaoliang, Chen Zhiyuan, arreglista Pan Yueyun, Qi Yu cantan
- "Esta vida", también conocido como "las siete en punto," Jonathan Lee canción arreglista Vincent Tan Sing Chyi Wang Xinlian coro
- "Volando" por Li Zongsheng, arreglado por Chen Zhiyuan, Pan Yueyun
- "Mariposa Xiao Meng" por Chen Zhiyuan / arreglista Pan Yueyun
- "Desierto" Li Taixiang / Arreglista Qi Yu canta la narración de San Mao
- "Este mundo" Li Taixiang / Arreglista Qi Yu canta
- "Yang" Chen Yangqu / Arreglista Qi Yu canta la narración de San Mao
- "Habla contigo mismo" por Li Taiming, Chen Zhiyuan, arreglista Pan Yueyun, Qi Yu cantan
- "Distancia" Wang Xinlian, Chen Zhiyuan, arreglista, Pan Yueyun cantó la narración de San Mao
- "Meng Tian" de Weng Xiaoliang, Chen Zhiyuan, arreglista Pan Yueyun y Qi Yu, Chen Shuhua cubierto en 1994
- "Cuando todavía decir" Liang Wern Fook canción Pan Ying Yuan Chang Lin Hui Ping hizo famosa
- "La vida es una especie de avance en verano"
- Ese hombre
- "Si hay otra vida"
- Sé una mujer 100%
- Jacob Ladder
- Paisaje en un sueño
- Diálogo